# Polsk Superliga i håndbold (kvinder)
Polsk Superliga i håndbold er kvindernes toprække i håndbold i Polen.

## Liste over vindere
| - 1939 - Znicz Łódź - 1946 - Zryw Łódź - 1947 - Zryw Łódź - 1948 - SKS Warszawa - 1949 - Unia Łódź - 1950 - Spójnia Warszawa - 1951 - Unia Łódź - 1952 - Unia Łódź - 1953 - not held - 1954 - not held - 1955 - Stal Chorzów - 1956 - Stal Chorzów - 1957 - Cracovia - 1958 - Cracovia - 1959 - AZS Katowice - 1960 - Cracovia - 1961 - Cracovia - 1962 - Ruch Chorzów - 1963 - Ruch Chorzów - 1964 - Ruch Chorzów - 1965 - Sośnica Gliwice - 1966 - Sośnica Gliwice - 1967 - Cracovia - 1968 - AZS Wrocław - 1969 - AZS Wrocław - 1970 - Otmęt Krapkowice - 1971 - Otmęt Krapkowice - 1972 - Sośnica Gliwice - 1973 - Ruch Chorzów - 1974 - Ruch Chorzów | - 1975 - Ruch Chorzów - 1976 - AZS Wrocław - 1977 - Ruch Chorzów - 1978 - Ruch Chorzów - 1979 - AZS Wrocław - 1980 - Ruch Chorzów - 1981 - AKS Chorzów - 1982 - AKS Chorzów - 1983 - Pogoń Szczecin - 1984 - AZS Wrocław - 1985 - Cracovia - 1986 - Pogoń Szczecin - 1987 - Cracovia - 1988 - AKS Chorzów - 1989 - AZS Wrocław - 1990 - AZS Wrocław - 1991 - Pogoń Szczecin - 1992 - Start Elbląg - 1993 - MKS Piotrcovia Piotrków Trybunalski - 1994 - Start Elbląg - 1995 - Montex Lublin - 1996 - Montex Lublin - 1997 - Montex Lublin - 1998 - Montex Lublin - 1999 - Montex Lublin - 2000 - Montex Lublin - 2001 - Montex Lublin - 2002 - Montex Lublin - 2003 - Pol-Skone Lublin | - 2004 - AZS AWFiS Gdańsk - 2005 - SPR ICom Lublin - 2006 - SPR ICom Lublin - 2007 - SPR ICom Lublin - 2008 - SPR ICom Lublin - 2009 - SPR Asecco Lublin - 2010 - SPR Lublin - 2011 – KGHM Metraco Zagłębie Lubin - 2012 - Vistal Gdynia - 2013 - MKS Selgros Lublin - 2014 - MKS Selgros Lublin - 2015 - MKS Selgros Lublin - 2016 - MKS Selgros Lublin - 2017 - Vistal Gdynia - 2018 - MKS Lublin - 2019 - MKS Lublin |